# 赛力斯集团
赛力斯集团股份有限公司（上交所：601127，简称：赛力斯）是一家中国公司，总部位于中国重庆。公司是家用电器和减震器零部件制造商，目前生产汽车、摩托车和商用车，此外还生产减震器和内燃机。

## 历史
赛力斯集团的前身是1986年成立的重庆巴县凤凰电器弹簧厂，后经改制更名为渝安集团。2002年，渝安集团推出了“新感觉”摩托车品牌，开始从零部件加工转向摩托车的生产和销售。集团同期亦为东风汽车提供汽车零部件。
2003年6月，东风汽车和渝安集团合资成立了东风渝安车辆有限公司（后改名东风小康），用于生产微型车，公司进入整车制造领域，这也是中国汽车行业的首个国营加民营的车企。2009年4月，公司更名为重庆小康汽车控股有限公司，2010年12月再更名为重庆小康汽车产业集团有限公司。2016年，公司在上海证券交易所上市。
2016年，公司开始踏足新能源领域。该年1月，公司在美国硅谷成立了新能源品牌SF MOTORS（现SERES公司）；2017年1月，公司旗下的重庆金康新能源汽车有限公司（现赛力斯汽车）获发改委批复纯电动汽车生产资质。
2021年，华为宣布与小康股份达成合作，双方签署了新能源汽车领域合作备忘录；同年4月，公司发布赛力斯SF5，成为首款华为智选车车型；同年12月，公司旗下赛力斯汽车与华为发布问界（AITO）品牌及其首款车型问界M5。2022年7月，集团董事长、创始人张兴海宣布将公司更名为赛力斯集团股份有限公司。
2024年8月，赛力斯集团宣布投资华为旗下深圳引望智能技术有限公司（“引望”），占股10%，作价115亿元人民币。